# Хёнесс, Себастьян
Себастья́н Хёнесс (нем. Sebastian Hoeneß; род. 12 мая 1982, Мюнхен) — немецкий футболист, выступавший на позиции полузащитника; тренер. Большую часть карьеры провёл в берлинской «Герте». Главный тренер «Штутгарта».

## Биография
Родился 12 мая 1982 года в Мюнхене. Футбол начал постигать в «Оттобрунне», «Грётцингене» и академии «Штутгарта».
В 2000—2006 годах выступал в резервной команде «Герты», проведя 101 матч и забив 14 мячей. С 2006 по 2007 год провёл 3 матча в основном составе «Хоффенхайма», результативностью при этом не отметился. Параллельно отыграл 5 матчей за вторую команду «деревенских», голов не забивал. Завершил игровую карьеру в 2010 году после 63 матчей за выступающий в любительской лиге резерв «Герты», отметившись за этот период 15 голами.

## Тренерская карьера
Тренерскую деятельность Хеннес начал в 2011 году, возглавив молодёжный состав любительского клуба «Герта» из Целендорфа. С 2014 по 2017 год находился в системе «РБ Лейпциг», тренируя различные молодёжные составы команды.
В 2017 году стал главным тренером «Баварии» U-19, занимая этот пост до 2019 года. В 2019 году перешёл на аналогичную должность в резервном составе мюнхенского коллектива. Под его руководством команда сумела выйти в Третью Бундеслигу и с ходу выиграть турнир.
27 июля 2020 года принял предложение «Хоффенхайма», заключив с клубом контракт на срок до лета 2023 года. 17 мая 2022 года специалист покинул клуб, расторгнув соглашение по взаимному согласию сторон. Во главе с Хёнессом «сине-белые» финишировали на 11-м и 9-м местах в турнирной таблице.
3 апреля 2023 года был назначен главным тренером «Штутгарта».

## Тренерская статистика
| Клуб       | Страна   | Начало работы  | Окончание работы | Результаты | Результаты | Результаты | Результаты | Результаты |
| Клуб       | Страна   | Начало работы  | Окончание работы | И          | В          | Н          | П          | % побед    |
| ---------- | -------- | -------------- | ---------------- | ---------- | ---------- | ---------- | ---------- | ---------- |
| Бавария II | Германия | 1 июля 2019    | 26 июля 2020     | 38         | 19         | 8          | 11         | 050,00     |
| Хоффенхайм | Германия | 2 августа 2020 | 30 июня 2022     | 81         | 32         | 19         | 30         | 039,51     |
| Штутгарт   | Германия | 3 апреля 2023  | н.в.             | 100        | 55         | 18         | 27         | 055,00     |
| Итого      | Итого    | Итого          | Итого            | 219        | 106        | 45         | 68         | 048,40     |

## Достижения

### Тренерские
«Штутгарт»
- Обладатель Кубка Германии: 2024/25

## Семья и личная жизнь
Сын экс-футболиста «Штутгарта» и «Баварии» Дитера Хёнесса и племянник экс-президента «Баварии» Ули Хёнесса.